# Heinz-Klaus Metzger

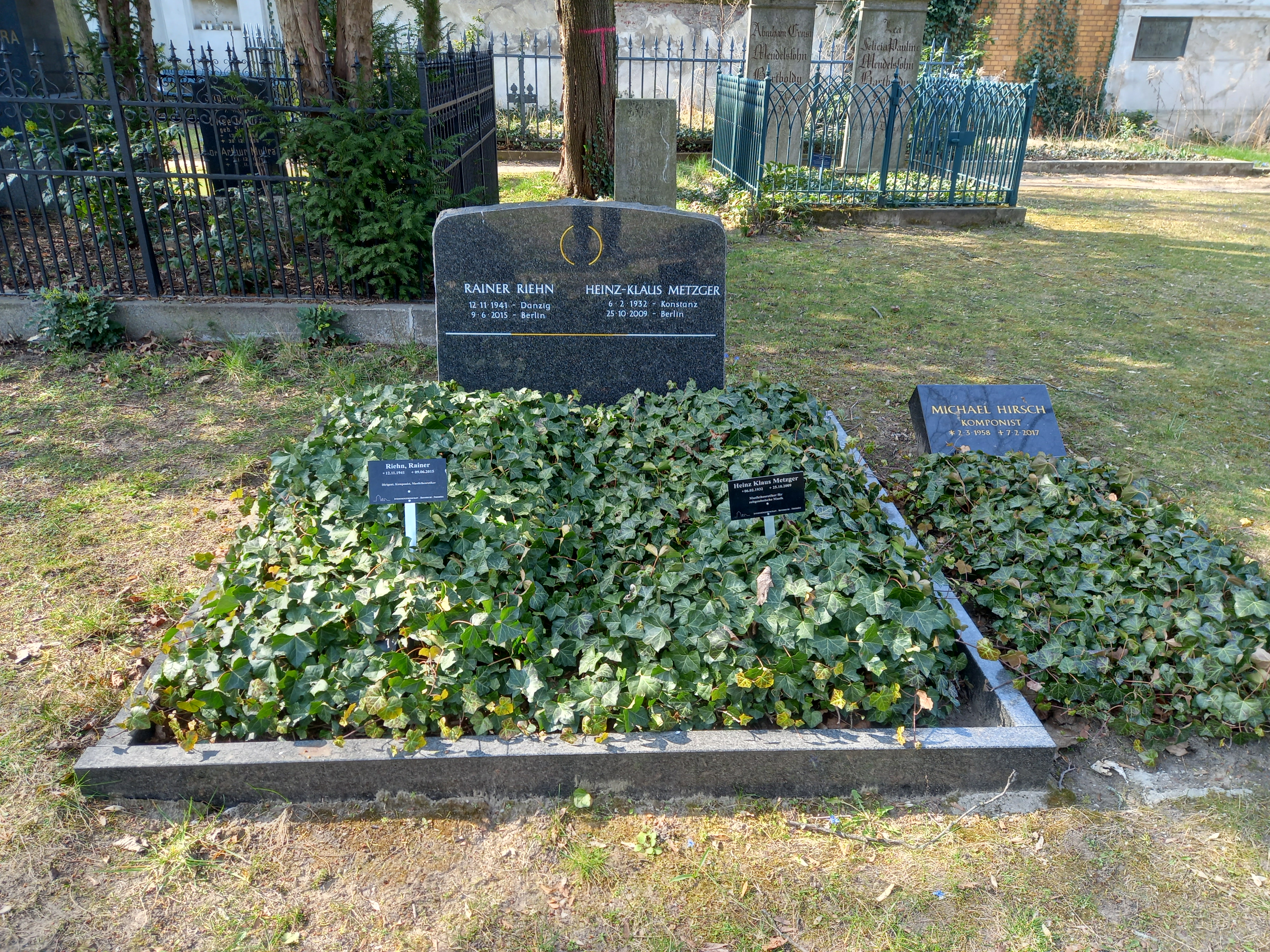
Das Grab von Heinz-Klaus Metzger und Rainer Riehn auf dem Friedhof I der Dreifaltigkeitsgemeinde in Berlin

Heinz-Klaus Metzger (* 6. Februar 1932 in Konstanz; † 25. Oktober 2009 in Berlin) war ein deutscher Musiktheoretiker und Musikkritiker. Er galt als einer der bedeutendsten Theoretiker der Neuen Musik nach 1945. Zusammen mit Rainer Riehn war er Begründer und Herausgeber der musikwissenschaftlichen Reihen Musik-Konzepte (bis 2003) und querstand. musikalische konzepte.

## Leben und Werk
Metzger wuchs in Konstanz und Dortmund auf. Nach dem vorzeitigen Abitur
studierte er Klavier bei Carl Seemann an der Musikhochschule Freiburg, wo er auch Dieter Schnebel traf. Anschließend studierte er Komposition bei Max Deutsch in Paris und Hebraistik und Jiddistik bei Mendel Horowitz. Zudem hospitierte er in der Malklasse Willi Baumeisters und erlernte Theorie und Praxis der Interpretation bei Schönbergs Schwager Rudolf Kolisch in Darmstadt. Bei den Kranichsteiner, später Darmstädter Ferienkursen für Neue Musik begegnete er u. a. Edgar Varèse, Ernst Křenek, Theodor W. Adorno, Eduard Steuermann, Stefan Wolpe, Luigi Nono und Karlheinz Stockhausen. Metzger konnte sich bei den Ferienkursen als einer der bedeutendsten Theoretiker und Propagandisten der seriellen Musik etablieren. Er arbeitete seit 1955 an der maßgebenden Schriftenreihe „die Reihe“ an herausgehobener Stelle mit.
Bei den Ferienkursen begann 1950 auch Metzgers Freundschaft mit dem gerade aus dem Exil zurückgekehrten Adorno. Beide führten seit Metzgers Pariser Studienaufenthalt 1954 einen Briefwechsel, in dem es auch um Adornos 1955 erschienenen Essay Das Altern der neuen Musik ging, welchen Metzger öffentlich kritisierte. Der Briefwechsel, den beide bis ins Jahr 1967 fortsetzten ist zur Veröffentlichung vorgesehen.
In den sechziger Jahren war Metzger einer der ersten europäischen Exegeten von John Cage und Wortführer der kompositorischen „Anarchie“, u. a. mit dem Kölner Manifest von 1960 und als Redakteur von Collage in Palermo. Von 1957 bis 1976 arbeitete er als Musikkritiker, so von 1965 bis 1969 für die Zürcher Weltwoche, und als Hochschuldozent in Krakau und Stockholm. 1969 gründete er gemeinsam mit dem Komponisten und Dirigenten Rainer Riehn das Ensemble Musica Negativa, das sich der Aufführung radikaler neuer Musik annahm. 1987 gingen Metzger und Riehn als Chefdramaturgen an die Frankfurter Oper unter Gary Bertini, wo sie den Kompositionsauftrag für John Cages erste zwei Opern, die Europeras 1 & 2, initiierten und das Werk dramaturgisch betreuten.
Von 1977 bis 2003 gaben Metzger und Riehn die musikwissenschaftliche Reihe
Musik-Konzepte in der Münchner edition text + kritik heraus; hierfür erhielten sie 1984 den Deutschen Kritikerpreis. Ihr Lebenswerk setzten sie in der Reihe querstand. musikalische konzepte fort.
Ebenfalls in der „edition text + kritik“ edierten sie die ersten zwei Bände der Kompositionen von Adorno. Metzger ist Ehrendoktor der Berliner Hochschule der Künste und der Universität Palermo.
Heinz-Klaus Metzger starb 2009 in Berlin. Er wurde am 10. November 2009 auf dem Jerusalem-Kirchhof am Mehringdamm in Berlin-Kreuzberg beerdigt.
Gegen regressive und postmoderne Strömungen der Komposition trat Metzger für ein Festhalten am Fortschrittsbegriff ein, das „provokativ wirke und der Diskussion bedürfe“.

## Werke
- Bruckners Neunte im Fegefeuer der Rezeption, Edition Text + Kritik, München 2003, ISBN 3-88377-738-2
- Giuseppe Verdi, Edition Text + Kritik, München 2001, ISBN 3-88377-661-0
- Musik wozu. Literatur zu Noten, Suhrkamp, Frankfurt/M. 1980, ISBN 3-518-10684-8
- Perotinus Magnus, Edition Text + Kritik, München 2000, ISBN 3-88377-738-2
- Die freigelassene Musik. Schriften zu John Cage, hg. von Rainer Riehn und Florian Neuner. Klever Verlag, Wien 2012. ISBN 978-3-902665-40-9